# 三重県立看護短期大学
三重県立看護短期大学（みえけんりつかんごたんきだいがく、英語: Mie Nursing College）は、三重県津市夢が丘1-1-1に本部を置いていた日本の公立大学である。1977年に設置され、2000年に廃止された。大学の略称は短大。

## 概要

### 大学全体
- 三重県津市に所在した日本の公立短期大学で、設置主体は三重県[1]。
- 1977年に開学[2]。2つの学科と専攻科2専攻からなっていた。
- 1996年度の入学生を最後に[注釈 1]、2000年に短期大学としての使命を終える[4]。

### 教育および研究
- 三重県立看護短期大学は看護教育に特化した短大となっており、三重大学医学部附属病院・松阪市民病院・済生会松阪総合病院・国立津病院・三重県立高茶屋病院などでの臨地実習が行われていた[5]。

### 学風および特色
- 三重県立看護短期大学は女子を対象とした短大となっていた。

## 沿革
- 1977年
  - 2月10日 左記を以て文部省[注 2]より短期大学の設置が認可される[6]。
  - 4月1日 三重県立看護短期大学が以下の学科体制にて開学する。
    - 第一看護学科 入学定員40名
    - 第二看護学科 入学定員20名

  - 5月1日 学生数[7]/定員
    - 第一看護学科 39[注釈 2]/40
    - 第二看護学科 20[注釈 2]/20
- 1986年
  - 4月1日 専攻科に以下の専攻課程を置く[8]。
    - 地域看護学専攻 入学定員20名
    - 助産学専攻 入学定員15名

  - 同 第一看護学科の入学定員を40→50に増員[9]。
- 1986年
  - 5月1日 学生数[10]/定員
    - 第一看護学科 123[注釈 2]/130
    - 第二看護学科 39[注釈 2]/40
- 1992年
  - 5月1日 学生数[11]/定員
    - 第一看護学科 154[注釈 2]/150
    - 第二看護学科 44[注釈 2]/40
- 1996年
  - 4月1日 この年度をもって本科の募集を終了する[注釈 1]。
  - 5月1日 学生数[12]/定員
    - 第一看護学科 151[注釈 2]/150
    - 第二看護学科 38[注釈 2]/40
- 1997年
  - 5月1日 学生数[13]/定員
    - 第一看護学科 103[注釈 2]/100
    - 第二看護学科 17[注釈 2]/20
- 1998年
  - 5月1日 学生数[14]/定員
    - 第一看護学科 50[注釈 2]/50
- 2000年
  - 3月31日 左記を以て正式に廃止[4]。

## 基礎データ

### 所在地
- 夢が丘キャンパス（三重県津市夢が丘1-1-1）
- 鳥居町キャンパス（三重県津市鳥居町100）

## 教育および研究

### 組織

#### 学科[注 3]
- 第一看護学科 入学定員50名
- 第二看護学科 入学定員20名

#### 専攻科[注 4]
- 地域看護学専攻 入学定員20名[注釈 3]。
- 助産学専攻 入学定員15名[注釈 3]

#### 別科
- なし

#### 取得資格について
受験資格
- 看護婦
  - 第一看護学科
  - 第二看護学科
- 保健婦：地域看護学専攻
- 助産婦：助産学専攻

### 研究
- 『三重県立看護短期大学紀要』[16]

## 学生生活

### 部活動・クラブ活動・サークル活動
- 三重県立看護短期大学で活動していたクラブ活動：テニス・バドミントン・バスケットボール・バレーボール・卓球・ソフトボール・コンピューターなどがあった[5]。

### 学園祭
- 三重県立看護短期大学の学園祭は「看大祭」と呼ばれ、1978年に初めて行われた。飲食コーナー・バザー・ライブがとりわけ売り物となっていた。ちなみに、1996年度のテーマは「きて みて やって 看大祭‘96」となっていた[5]。

### スポーツ
- 1990年に行われた中部公立短期大学交歓競技会で、バレーボール部門にて優勝を成し遂げている[5]。

## 施設

### キャンパス

#### 夢が丘キャンパス
- 使用学科：第一看護学科
- 使用専攻科：地域看護学専攻・助産学専攻
- 使用附属施設：なし
- 設備：三重県立看護大学と併設。

#### 鳥居町キャンパス
- 使用学科：第二看護学科[注 5]
- 使用専攻科：地域看護学専攻・助産学専攻[注 6]
- 使用附属施設：なし
- 設備：短大校舎・学生ホール（学生食堂があった）・グランド・テニスコートほか
  - 現在は、使われなくなった校舎がそのまま残っており、近鉄名古屋線の津駅〜津新町駅間またはJR紀勢本線津駅〜阿漕駅間の車窓から見ることができる。キャンパス近隣には安濃川が東西に流れ、三重県総合保健センターや三重県庁舎・労働者福祉会館などがある。

## 社会との関わり
- 1989年度より、三重県民による生涯学習の要望により年に1回、公開講座を行っている[5]。

## 卒業後の進路について

### 就職について
- 第一看護学科・第二看護学科ともに概ね全員が看護職として様々な職についている[5]。

### 編入学・進学実績
- 第一看護学科・第二看護学科ともに看護系の大学や養護教諭養成機関や三重県立看護短期大学専攻科などに進学していた。